# گمینا دوبرونگ
گمینا دوبرونگ (به لهستانی:  Gmina Dobroń) یک گمینا در لهستان است که در شهرستان پابیانیتسه واقع شده‌است. گمینا دوبرونگ ۹۴٫۳۷ کیلومتر مربع مساحت و ۶٬۸۸۶ نفر جمعیت دارد.